# Zhůří
Zhůří (německy Haidl) je osada, část města Rejštejn v okrese Klatovy v Plzeňském kraji, běžně označovaná za „zaniklou obec“. Nachází se asi 6,5 kilometru jihovýchodně od Rejštejna. Prochází zde silnice II/169. Jsou zde evidovány tři adresy. V roce 2011 zde trvale nikdo nežil.
Zhůří leží v katastrálním území Zhůří u Rejštejna o rozloze 3,13 km² uvnitř Národního parku Šumava.

## Historie
Již ve 14. století vedla tímto územím jedna z větví Zlaté stezky. První písemná zmínka o vesnici pochází z roku 1720. V roce 1921 zde stálo 18 domů a žilo 128 obyvatel. Obec měla místní části Neuhas a Tiefenau.
Dne 24. prosince 1937 nad Zhůřím narazilo do svahu Huťské hory letadlo Wibault 282-T společnosti Air France pravidelné linky z Paříže přes Prahu do Bukurešti. Na palubě letadla s imatrikulací F-AMYD byli dva členové posádky (kapitán František Lehký, 36 let, otec dvou dětí, nalétáno 7400 hodin; francouzský radista Pierre Austruc, 24 let, dva roky praxe) a jeden cestující – státní návladní JUDr. Karel Flanderka, kteří všichni zahynuli.

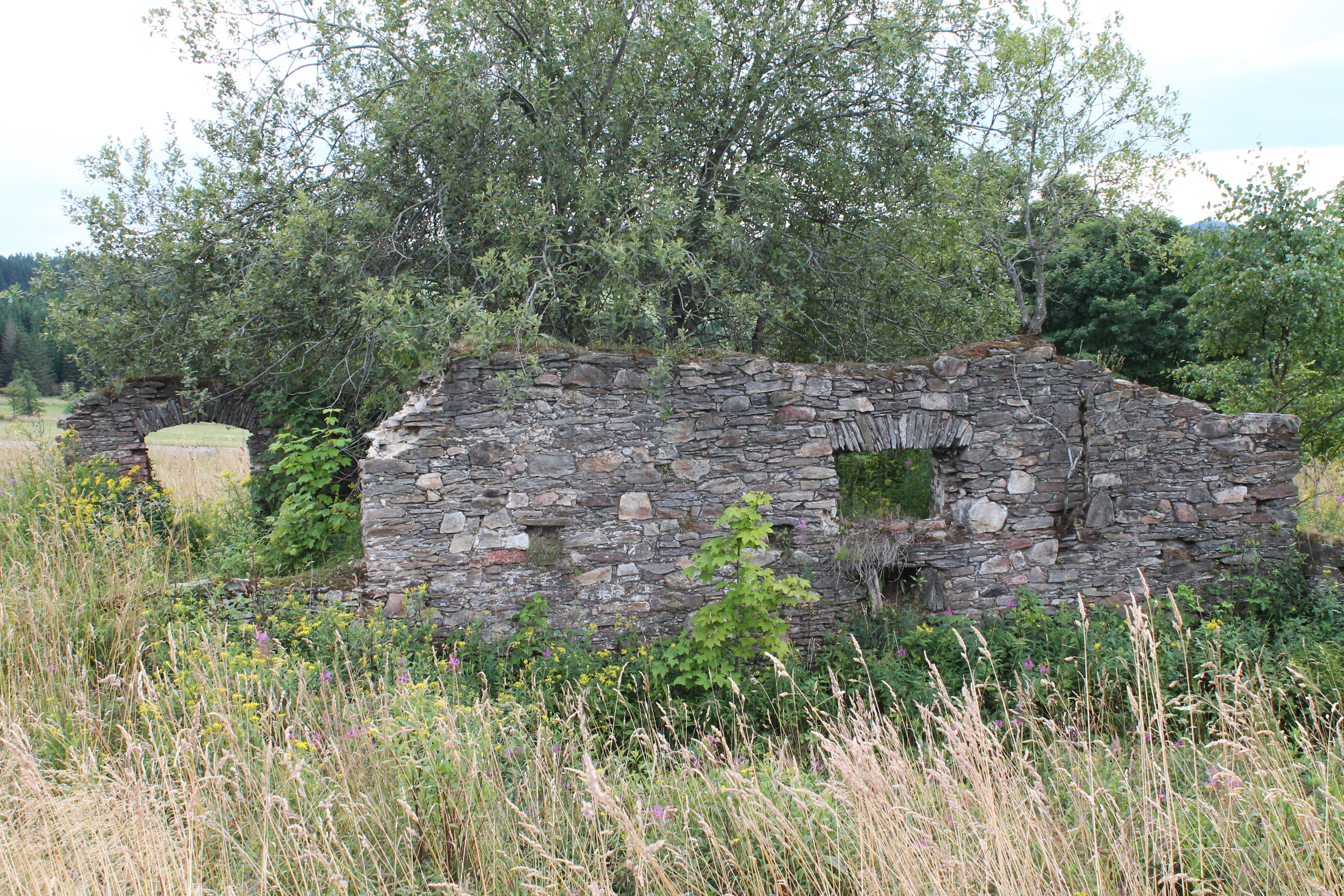
Zbytek stavení

V letech 1938 až 1945 byla obec, v důsledku uzavření Mnichovské dohody, přičleněna (pod názvem Haidl) k nacistickému Německu. Následně byla obec postižena v roce 1946 odsunem všech obyvatel, jelikož byli německé národnosti, a v roce 1952 byla zabrána vojskem, což definitivně přispělo k jejímu úplnému vysídlení od civilního obyvatelstva. Vybudovány byly naopak kasárny, dvě sovětské radarové stanice a vrtulníková základna, vše opuštěno v roce 1990. Z fondů Evropské unie byla kasárna v roce 2009 zbourána. Náklady na demolici dosáhly 11 865 386 Kč, přičemž 90 % nákladů hradily dotace Evropské unie, zbytek uhradil stát.
V roce 2015 zakoupil pozemky ve Zhůří developer a bývalý cyklista Roman Kreuziger se záměrem obec obnovit v původním duchu. Proti se postavilo vedení Národního parku Šumava kvůli ochraně zde se vyskytujících a zákonem chráněných rostlin a živočichů a narušení krajinného rázu. V soudním sporu před klatovským soudem se v jeho zájmu ministerstvo životního prostředí domáhalo dodržení zákonného předkupního práva na tyto pozemky. Soud potvrdil, že zákonné právo nebylo dodrženo, ale z důvodů specifičnosti případu odmítl žalobě vyhovět. Kreuziger měl pro výstavbu nového Zhůří k dispozici jak příslušný vyhovující územní plán města Rejštejn, tak i projekt tří prvních domů od architekta Jaroslava Trávníčka. Projekt byl ale v roce 2019 byl zastaven na základě negativního posudku vlivu stavby na životní prostředí.

## Obyvatelstvo
| Rok            | 1869 | 1880 | 1890 | 1900 | 1910 | 1921 | 1930 | 1950 | 1961 | 1970 | 1980 | 1991 | 2001 | 2011 | 2021 |
| -------------- | ---- | ---- | ---- | ---- | ---- | ---- | ---- | ---- | ---- | ---- | ---- | ---- | ---- | ---- | ---- |
| Počet obyvatel | 190  | 176  | 153  | 168  | 139  | 128  | 113  | 41   | 24   | 14   | 16   | 0    | 0    | 0    | 0    |
| Počet domů     | 19   | 22   | 20   | 20   | 19   | 18   | 20   | 17   | 17   | 1    | 2    | 2    | 0    | 0    | 0    |

## Obecní správa
Při sčítání lidu v letech 1850–1879 Zhůří bylo osadou obce Kozí Hřbet v okrese Sušice. V letech 1880–1959 bylo osadou obce Horská Kvilda, se kterým patřily nejprve do okresu Sušice, ale v roce 1950 v okrese Vimperk. Od roku 1960 je částí města Rejštejn v okrese Klatovy.

## Pamětihodnosti
- Zhůřská jedle, památný strom
- Pomník obětem letecké nehody nad Zhůřím na vrchu Huťské hory